# Бутницький Максим Олександрович
Макси́м Олекса́ндрович Бутницький — лейтенант Збройних сил України, 95-та окрема аеромобільна бригада.
Командир 1-ї аеромобільно-десантної роти 1-го аеромобільно-десантного батальйону.

## Нагороди
26 липня 2014 року — за особисту мужність і героїзм, виявлені у захисті державного суверенітету та територіальної цілісності України, вірність військовій присязі під час російсько-української війни, відзначений — нагороджений орденом Богдана Хмельницького III ступеня.